# Key Sequenced Data Set
Key Sequenced Data Set (KSDS) es un tipo de organización de datos usado en VSAM, un sistema de ficheros de IBM. Cada registro en un KSDS tiene asociado una clave única. Un fichero KSDS consiste de dos componentes: uno de datos y otro de un índice que permite al sistema localizar físicamente los registros dentro del fichero mediante su clave única. Al conjunto de ambos componentes se le denomina agrupación.
Los registros se pueden acceder aleatoriamente o secuencialmente y pueden ser de longitud variable. 
Como todo fichero VSAM, los componentes de datos e índice son Intervalos de Control que a su vez están organizados en Áreas de Control. Cuando se añaden registros aleatoriamente a un KSDS, los Intervalos de Control se completan y se dividen en nuevos Intervalos de Control, recibiendo cada nuevo Intervalo de Control aproximadamente la mitad de registros. De manera similar, cuando los Intervalos de Control de una Área de Control se completan, esta se divide en nuevas Áreas de Control, recibiendo cada nueva área aproximadamente la mitad de Intervalos de Control.
Mientras que un KSDS básico sólo tiene una clave (la clave primaria), también se pueden definir índices alternativos para permitir el uso de campos adicionales que puedan funcionar como claves secundarias. Un índice alternativo es, de hecho, otro KSDS. 